# Verträge von Évian

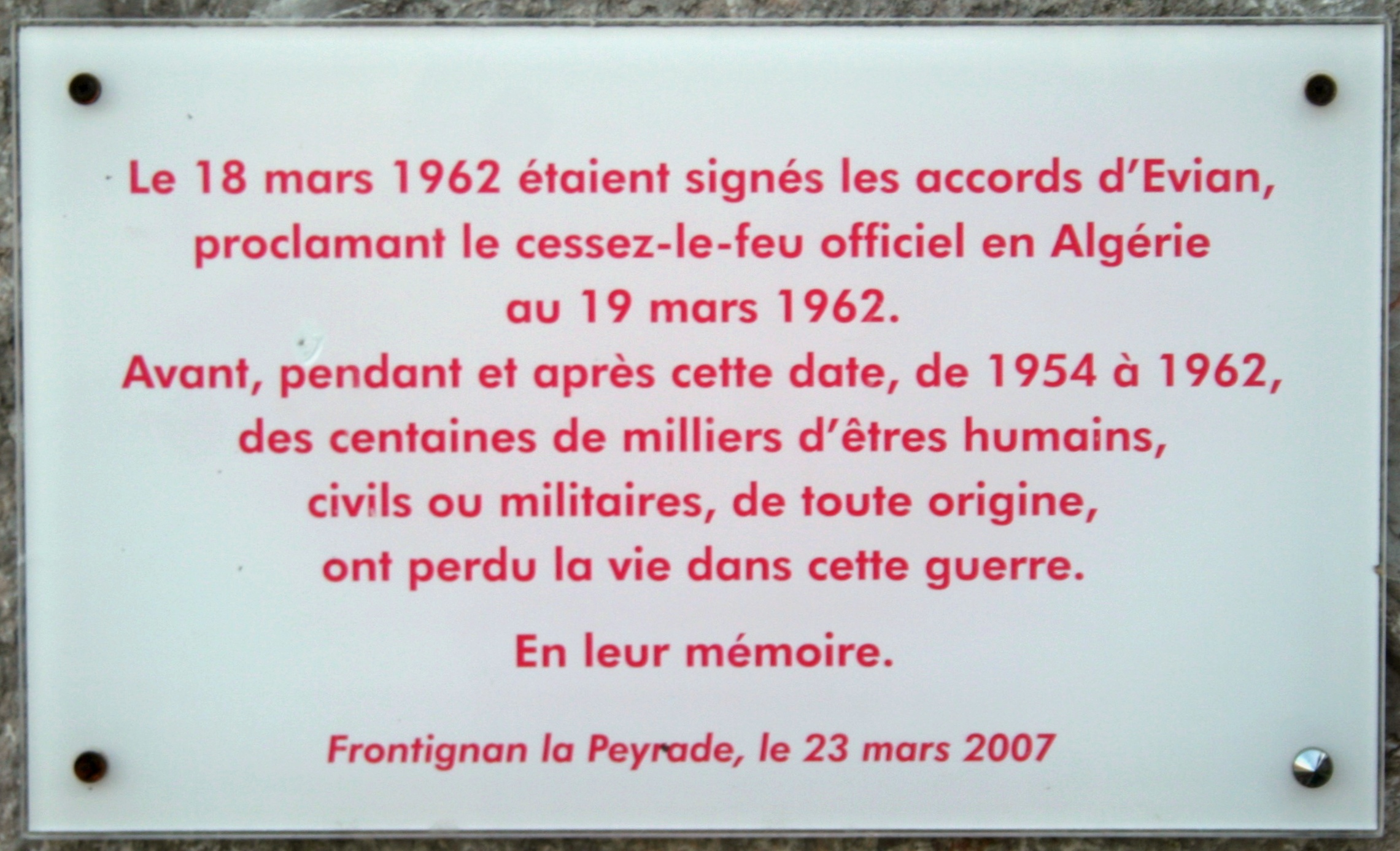
Gedenktafel

Die auch als Verträge von Évian bekannten Abkommen von Évian (arabisch اتفاقيات إيفيان, DMG Ittifāqiyyāt Īfiyān; französisch Accords d’Évian) fassten die Verhandlungsergebnisse zwischen den Vertretern der Regierung Frankreichs und der Provisorischen Algerischen Regierung (französisch Gouvernement Provisoire de la République Algérienne, kurz GPRA) zur Beendigung des Algerienkriegs zusammen. Mit ihrer Unterzeichnung am 18. März 1962 im französischen Évian-les-Bains erfolgte die zweiseitige Verpflichtung zu einem Waffenstillstand. Die Verträge leiteten die Entkolonialisierung Algeriens ein und bereiteten den Weg einer Unabhängigkeit nach 132 Jahren vor. Statt zu dem erhofften Kriegsende führten die Abkommen jedoch nach Ansicht von Kritikern zunächst zu der schlimmsten Phase des Bürgerkriegs. Neben dem Waffenstillstand enthielten die Abkommen politische und militärische Übergangsbestimmungen, Regelungen der Grundsätze einer künftigen Zusammenarbeit zwischen Frankreich und Algerien sowie Zusicherungen zum Status der in Algerien lebenden Franzosen.

## Verhandlungen

### Zäher Verhandlungsverlauf
Zu Beginn der Verhandlungen über einer Waffenruhe im Jahr 1961 dauerte der Unabhängigkeitskrieg Algeriens von seiner Kolonialmacht Frankreich bereits länger als sechs Jahre. Aufgrund der Sonderrolle Algeriens als integraler Bestandteil des Mutterlands Frankreich wurde der Krieg von beiden Seiten mit außerordentlicher Grausamkeit geführt.
Auch die Verhandlungen zur Waffenruhe verliefen insgesamt 15 Monate lang. Am 8. Januar 1961 hatte das französische Volk den Algeriern in einer Volksabstimmung das Recht zuerkannt, per Volksentscheid ihr politisches Schicksal selbst zu bestimmen. Zwischen Januar 1961 und März 1962 kamen die Verhandlungen durch einen Putsch der Generäle in Algerien und Aussetzungen der Verhandlungen von beiden Seiten ins Stocken. Den Verhandlungspartner gelang es nicht, sich einvernehmlich auf die Bedingungen einer Waffenruhe festzulegen.
Eine Welle von Terroranschlägen der Organisation der geheimen Armee (organisation d*armée secrète kurz OAS) in Algerien, aber auch in Frankreich verschärften die Lage. Auch der Präsident de Gaulle wurde das Ziel zweier Attentate, die er unverletzt überlebte.
Die französische Regierung verlor zunehmend den Rückhalt seiner Bevölkerung auf dem Mutterland, das auf ein Ende des Krieges und die Unabhängigkeit Algeriens drängte.

### Vermittlung der Schweiz
Die GPRA hatte die Schweiz bereits im Frühjahr 1961 um Vermittlung durch ihre Guten Dienste gebeten. Im Einklang mit ihrer aktiven Neutralitätspolitik kam die Schweiz dem Ersuchen nach. Das Eidgenössische Politische Departement beauftragte den Schweizer Diplomaten Olivier Long als Unterhändler mit der heiklen Mission. Long gelang es durch geheime Treffen, eins davon auch in seinem Privathaus, den Weg für offizielle Verhandlungen zu ebnen.

### Durchbruch im März 1962
Am 8. März 1962 wurden abseits der Öffentlichkeit die Verhandlungen wiederaufgenommen. Zugeständnisse Frankreichs, insbesondere die Sahara aufzugeben, ermöglichte die Fortführung der Verhandlungen. Weiterhin trugen die Gute Dienste der Schweiz zum Gelingen der Verhandlungen bei. Sie organisierten die Treffen der Unterhändler aus logistischen und Sicherheitsaspekten und stellten eine unparteiische Kommunikation zwischen beiden Seiten sicher. Auch der Verhandlungsort am Rande des Genfer See war Teil der Diplomatie. Entsprechend der Bitte der algerischen Delegation, nicht auf französischem Territorium untergebracht zu werden, hatte die Schweiz als Unterkunft ein Haus in Signal de Bougy (Waadt) ausgewählt. Entsprechend der Bitte der französischen Delegation fanden die Verhandlungen durch Wahl des berühmten Kurorts auf französischem Staatsgebiet statt. Die Schweiz gewährleistete die Sicherheit der algerischen Delegation, indem sie sie per Armeehubschrauber zu den Verhandlungen flog und danach ebenso wieder zurückbrachte.

### Verhandlungsteilnehmer
| Delegation FLN                      | Funktion                      | Delegation der französischen Republik | Funktion                                                                         |
| ----------------------------------- | ----------------------------- | ------------------------------------- | -------------------------------------------------------------------------------- |
| Krim Belkassem (Verhandlungsführer) | Außenminister der GPRA        | Louis Joxe (Verhandlungsführer)       | Minister für Algerienfragen                                                      |
| Saâd Dahlab                         | Außenminister                 | Bernard Trico                         | Staatsrat                                                                        |
| Ahmed Boumendjel                    |                               | Roland Cadet                          |                                                                                  |
| Ahmed Francis                       | Wirtschaftsminister           | Yves Roland-Billecart                 |                                                                                  |
| Taïeb Boulahrouf                    |                               | Claude Chayet                         |                                                                                  |
| Mohamed Seddik Ben Yahia            | Direktor des Kabinetts        | Bruno de Leusse                       |                                                                                  |
| Redha Malek (Sprecher)              | Herausgeber der Parteizeitung | Vincent Labouret                      |                                                                                  |
| Slimane                             | Kommandeur                    | Jean Simon                            | General                                                                          |
| Mendjli                             | Kommandeur                    | Hubert de Seguins Pazzis              | Oberstleutnant                                                                   |
|                                     |                               | Robert Buron                          | Minister für öffentliche Arbeiten und Transport                                  |
|                                     |                               | Jean de Broglie                       | Staatssekretär im Ministerium für die Überseedépartements und Überseeterritorien |

Quelle

### Abschluss der Verhandlungen und Unterzeichnung am 18. März 1962
Am 18. März 1962 wurden die Verhandlungen mit einer Einigung erfolgreich beendet. Da die französische Delegation dem algerischen Verhandlungsführer die Legitimation zum Abschluss von völkerrechtlichen Verträgen abstritt, unterzeichneten die Verhandlungsführer im Hôtel du Parc von Évian keinen förmlichen Vertrag, sondern ein 93-seitiges Verhandlungsprotokoll.
Diese Gestaltung warf völkerrechtliche Fragen zum Charakter der Abkommen und Statusanerkennung der algerischen Seite auf.

### Rechtliche Beurteilung
Bereits der französische Unterzeichner Robert Buron selbst nannte die Art der Gestaltung der Abkommen „ein sehr seltsames Dokument“.
Der damalige Professor für Öffentliches Recht und Auswärtige Politik Thomas Oppermann führte in einer Abhandlung an

„Ungeachtet dieses Bemühens von französischer Seite, die Verhandlungen soweit als möglich des internationalen Charakters zu entkleiden und sie als eine Art innerfranzösische Angelegenheit zu deklarieren, wurde eine solche Lesart dem äußeren Erscheinungsbild der Verhandlungen kaum mehr gerecht und ist auch völkerrechtlich mehr als fragwürdig.“

Jochen Frowein, seinerzeit Referent am Max-Planck-Institut, wurde unter Einbeziehung der Historie, der Gegenstände und Texte der Abkommen sowie ihrer Verkündigungen noch deutlicher zur völkerrechtlichen Einordnung:

„Zusammenfassend erscheint es zutreffend, den FLN spätestens mit  Abschluß der Verhandlungen von Evian als von Frankreich anerkannte Rebellenorganisation mit dem völkerrechtlichen Status einer kriegführenden Partei anzusehen. … Geht man davon aus, daß Frankreich die Rebellen völkerrechtlich anerkannt hat, so bietet der Abschluß des Waffenstillstandes mit ihnen keine rechtlichen Probleme. Er ist als völkerrechtlicher Waffenstillstand anzusehen. Aus Form und Inhalt des Accord de cessez-le-feu geht hervor, daß es sich um einen Waffenstillstandsvertrag handelt.“

Entsprechend sind die Abmachungen auch als (völkerrechtliche) Verträge von Évian bekannt.

### Umsetzung und Veröffentlichung
Noch am Abend der Unterzeichnung verkündigte Ben Khedda den Waffenstillstand für die algerische Seite in einer Radioansprache. Am Abend des 18. März 1962 kündigte der französische Staatspräsident und General in einer Fernsehansprache die lang erhoffte Unterzeichnung der Abkommen an.
Schriftlich veröffentlicht wurde die Abmachungen in Algerien in der Zeitung l'Humanité am 19. März 1962 und in Frankreich im Journal Officiel am 20. März 1962. Beide Veröffentlichungen entsprachen nicht dem Original. Die französische Fassung war (gesetzesgleich) einseitig unterzeichnet.
Am 8. April bestätigten die Franzosen per Volksabstimmung die Unabhängigkeit Algeriens mit einer Mehrheit von über 90 %. De Gaulle verkündigte am 3. Juli 1962 offiziell den Beginn der algerischen Souveränität.
Das erhoffte direkte Ende der Kriegsgewalt blieb jedoch aus. Zwar folgten die eigenen militärischen Kräfte der Vertragsparteien, die französische Armee und die Front de Libération Nationale (FLN) dem Waffenstillstandspakt. Auf französischer Seite führte jedoch die Terrorbewegung OAS die Gewalttätigkeiten auf dem Mutterland und in Algerien fort, wo insbesondere die Harkis, algerische Gehilfen der französischen Armee, verfolgt wurden.

## Vertragsinhalte
Durch den Abschluss der Abkommen trat der Vertrag zur beiderseitigen Einstellung jeglicher militärischer Operationen auf dem Gebiet Algeriens mit Wirkung zum 19. März 1962, 12:00 Uhr mittags, in Kraft.
Über die Unabhängigkeit Algeriens sollte innerhalb von drei bis sechs Monaten nach Vertragsabschluss ein Referendum in den algerischen Départements stattfinden. Dieses erfolgte am 1. Juli 1962 auch unter Einschluss der Auslandsalgerier und erbrachte eine Mehrheit von über 99 Prozent für die Unabhängigkeit. Zwei Tage später erkannte de Gaulle für Frankreich das Ergebnis des Referendums und damit die Unabhängigkeit Algeriens an, am 5. Juli erklärte Algerien seine Unabhängigkeit. Das Unabhängigkeitsreferendum schloss dabei in seiner Fragestellung ausdrücklich die Zustimmung zu allen weiteren Regelungen der Verträge von Évian ein.
Für die Organisation des Referendums und die Übergangszeit wurde eine provisorische Exekutive eingesetzt.
Alle Personen, die mit der Unabhängigkeit die französische Staatsbürgerschaft behielten (französische Staatsbürger französischer oder europäischer Abstammung, algerische Juden sowie Personen, denen der französische Staat vor der Unabhängigkeit die allgemeinen Bürgerrechte zuerkannt hatte) und die am Tag der Unabhängigkeit entweder
- seit 20 Jahren in Algerien lebten oder
- seit 10 Jahren in Algerien lebten und entweder selbst in Algerien geboren wurden oder mindestens einen in Algerien geborenen Elternteil hatten,

konnten für drei Jahre unter Beibehaltung der französischen Staatsbürgerschaft die algerischen Bürgerrechte ausüben (während ihre französischen ruhten) und danach durch Antrag die algerische Staatsbürgerschaft ohne weitere Bedingungen erwerben. Für sie galten diverse Rechte für die Repräsentation in politischen Gremien und im öffentlichen Leben sowie zur Garantie ihrer Eigentumsrechte und ihrer kulturellen Identität.
Personen, die aus Algerien geflüchtet waren, wurde die Rückkehr zugesichert. Für Algerier und Franzosen galt eine grundsätzliche Freizügigkeit zwischen Frankreich und Algerien. Algeriern wie Franzosen, die aus Algerien ins Ausland ziehen wollten, wurde dieses Recht ausdrücklich eingeräumt und ihr Eigentum dabei garantiert.
Vereinbart wurden weiterhin Amnestieregelungen: Gefangene mussten auf beiden Seiten binnen 20 Tagen nach Vertragsabschluss freigelassen werden. Für alle im Zuge des Algerienkriegs und der Unabhängigkeitsauseinandersetzungen bis zum Tag des Waffenstillstands begangenen Straftaten bzw. eingeleitete Strafverfolgungen galt eine Amnestie, die Disziplinarstrafen einschloss (letzteres betraf insbesondere Militär- und Polizeiangehörige, denen Übergriffe oder Folterungen vorgeworfen wurden). Für Meinungsäußerungen galt diese Amnestie bis zum Tag des Unabhängigkeitsreferendums.
Frankreich sicherte die weitere technische und finanzielle Unterstützung Algeriens zu. Dazu wurden auch umfangreiche Regelungen für wirtschaftliche und monetäre Kooperation und Freihandel zwischen den beiden Staaten getroffen. Bestehende Such-, Förder- und Transportrechte für Erdöl und Erdgas sowie weitere Mineralien blieben für die nordalgerischen Départements bestehen. Für die beiden Départements der Sahara gingen die Regelungen noch weiter, hier wurde französischen Unternehmen auch ein Vorrecht auf Förderrechte für die nächsten sechs Jahre eingeräumt. Die weitere Erkundung der Bodenschätze in der Sahara lag bei einer gemeinsamen algerisch-französischen Agentur.
Das französische Militär behielt für einige Jahre Nutzungsrechte an Stützpunkten und technischen Einrichtungen in Algerien, insbesondere den Marine- und Luftwaffenstützpunkt Mers-el-Kébir für 15 Jahre.

## Kontroverse um Gedenktag am 19. März
Nach entsprechender gesetzlicher Regelung erinnert seit 2016 die französische Regierung offiziell am 19. März an den Waffenstillstand und an die zivilen und militärischen Opfer des Algerienkriegs. Kritiker des umstrittenen nationalen Gedenktags gaben zu Bedenken, dass dem 19. März 1962 – aufgrund der danach fortdauernden Übergriffe auf die Harkis – nicht das Datum eines Waffenstillstands zukomme. Veteranen des Krieges sahen die Einführung des Gedenktages als Provokation. Der Algerienkrieg sei nicht mit dem Waffenstillstand beendet worden, sondern habe seine schlimmste Phase eingeleitet.